# Поплуэлл, Джек
Джек По́плуэлл (англ. Jack Popplewell; 1911—1996) — английский писатель и драматург.
На советской киностудии «Мосфильм» в 1982 году режиссёром Аллой Суриковой был создан комедийный художественный телефильм «Ищите женщину», поставленный по французской адаптации пьесы Джека Поплуэлла «Миссис Пайпер ведёт следствие» (иные названия пьесы: «Хлопотунья», в оригинале — англ. "Busybody" — букв. человек, любящий вмешиваться в чужие дела и «Идеальное убийство»).

## Биография
Родился 22 марта 1911 года.
Попплуэлл родился и вырос в Лидсе, Уэст-Йоркшир, Англия.
Своё первое произведение опубликовал в 1940 году, а его первый спектакль Blind Alley был поставлен в Лондоне в 1953 году.
Поплуэлл владел собственной усадьбой близ Лидса, где занимался земледелием.
Позже переехал с женой Бетти и двумя дочерьми — Джульеттой и Ванессой — в Морли, Уэст-Йоркшир.
Умер 16 ноября 1996 года в городе Бат.